# The Other Report on Chernobyl
The Other Report on Chernobyl, kurz TORCH, ist ein 2006 von Ian Fairlie und David Sumner erstellter Bericht über die gesundheitlichen Folgen der Katastrophe von Tschernobyl. In Auftrag gegeben wurde die Studie von der Grünen Europaabgeordneten Rebecca Harms. Unterstützt wurde sie von der Altner-Combecher-Stiftung für Ökologie und Frieden.
Nach Darstellung des Reports unterschätzen die bisherigen Berichte der IAEA, UNSCEAR und des Tschernobyl-Forums die tatsächlichen Gesundheitsschäden in erheblichem Maß. Insbesondere gehen die offiziellen Berichte kaum auf die Kontamination europäischer Regionen außerhalb des Unglückszentrums (dem Grenzgebiet zwischen Belarus, Russland, und Ukraine) ein.
Außerdem schätzen die Autoren den Anteil der radioaktiven Spaltprodukte Iod-131 und Caesium-137 deutlich höher als die offiziellen Angaben der belarussischen Regierung und der IAEA. TORCH stellt fest, dass 40 Prozent der gesamten Landfläche Europas mit mindestens 4 kBq/m² Caesium-137 belastet worden sind. Die damit verursachte Kollektivdosis geben Fairlie und Summer mit 600.000 Personensievert an; davon entfallen 36 Prozent auf die Bevölkerung von Belarus, Ukraine und Russland; 53 Prozent auf die Bevölkerung im übrigen Europa und 11 Prozent auf die restliche Weltbevölkerung. Durch Multiplikation von Dosis und Risikofaktor gelangen die beiden Autoren auf insgesamt weltweit 30.000 bis 60.000 zusätzliche Todesfälle durch Krebs bis zum Jahr 2056 (d. h. 70 Jahre nach der Katastrophe). Damit liegt ihre Schätzung um fast eine Größenordnung über den offiziellen Publikationen, die von höchstens etwa 9000 zusätzliche Krebstodesfälle auf dem Gebiet der ehemaligen Sowjetunion ausgehen. Der neuere Report der UNSCEAR bzw. des Tschernobyl-Forum korrigierte die Daten nochmals nach unten, da keine signifikante Abweichung bei Krebsarten abgesehen von Schilddrüsenkrebs beobachtet werden konnte. Durch Frühscreening auf Kehlkopfkrebs und Radiojodtherapie konnte eine Überlebensrate von 99 % erreicht werden, sodass zu den einigen Dutzend unmittelbaren Todesfällen (Strahlenkrankheit und/oder thermische  Verbrennungen) insgesamt nur gut 60 weitere Todesfälle aufgrund der rund 6000 Fälle von Schilddrüsenkrebs kommen.
Die Methodik der Studie basiert auf einer Abschätzung der gesundheitlichen Langzeitfolgen von kleinen Strahlendosis nach dem linear no-threshold model (LNT) über die gesamte nördliche Hemisphäre. Das LNT-Modell geht von der Annahme aus, dass das Risiko linear mit der Strahlendosis steigt, d. h. eine beliebig kleine Dosis hat Auswirkungen und, dass die Zeitdauer, in der die Strahlendosis aufgenommen wurde, nicht relevant ist (eine große Belastung für kurze Zeit ist nicht gefährlicher als eine kleine Dosis für lange Zeit, anders als bei den meisten gesundheitsgefährdenden Faktoren). Viele Studien zeigen, dass das LNT-Modell eine Oberabschätzung ist, da Lebewesen Reparaturmechanismen gegen geringe Strahlendosen besitzen, die bei höheren Dosen nicht mehr funktionieren.